# 日本基督教団讃美歌委員会
日本基督教団讃美歌委員会（にほんキリストきょうだんさんびかいいんかい）は、日本基督教団出版局に置かれた委員会である。規定では、讃美歌の編集・研究並びに普及に必要な事項、讃美歌の著作権の処理に関する事項及び教会音楽の発展に必要な事項を司るとされる。
『讚美歌』（1903年版）の編纂を目的にプロテスタント主要5教団によって組織された「讚美歌委員會」は、出版後も存続され活動してきたが、1940年（昭和15年）の宗教団体法施行により「讃美歌委員会」を構成する5教団を含むプロテスタント諸教派30余派が参加する合同教会「日本基督教団」が設立されたのを機に解散となり、1943年（昭和18年）5月に教団出版局に置かれた新組織「日本基督教団讃美歌委員会」が業務を引き継いだ。戦後の教団再形成後は、教団出版局の「一部門」となった。

## 編纂した歌集
判型が複数ある場合は「普及版」のみとし、合冊は省いた。
歌集と楽譜集の別は国立国会図書館の目録を例とした。
- 『讚美歌』（時局版）日本基督教團出版局讚美歌委員會、東京、1943年6月。doi:10.11501/1121474。 NCID BA75019693。OCLC 673526069。全国書誌番号:44066439。
- 『興亞讚美歌』警醒社、東京、1943年6月。 NCID BA53535531。OCLC 1020959324。
- 『讚美歌抄』（抜粋版）日本基督教團出版事業部、東京、1947年10月。 NCID BA38612761。
- 『讚美歌』（一部改訂版）日本基督教團出版事業部、東京、1949年4月。 NCID BN15211300。OCLC 672594830。全国書誌番号:77102600。
- 『讚美歌による合唱曲集』大中寅二、教文館、東京、1952年8月。 NCID BA86185253。
- 『讃美歌』（大幅改訂版）日本基督教団出版部、東京、1954年12月1日。ISBN 4-8184-3001-3。OCLC 31851327。
- 『さんびか抄』（抜粋版）日本基督教団出版部、東京、1956年。 NCID BN15213441。
- 『聖歌合唱曲集 I』日本基督教団出版部、東京、1962年8月20日。 NCID BN1224453X。OCLC 912829366。
- 『Hymns of the church』（英語讃美歌集）日本基督教団出版部、東京、1963年10月1日。 NCID BA2068996X。OCLC 874394898。
- 『聖歌合唱曲集 II』日本基督教団出版部、東京、1965年6月10日。 NCID BN1224453X。OCLC 912829366。
- 『讃美歌第二編』日本基督教団出版局、東京、1967年11月19日。 NCID BA77726578。
- 『聖歌合唱曲集 III』日本基督教団出版局、東京、1970年8月25日。 NCID BN1224453X。OCLC 912829366。全国書誌番号:75081456。
- 『ともにうたおう』（讃美歌第三編）日本基督教団出版局、東京、1976年12月10日。ISBN 4-8184-3010-2。 NCID BA77726578。全国書誌番号:98009752。
- 『聖歌合唱曲集 IV』日本基督教団出版局、東京、1982年10月。 NCID BN1224453X。OCLC 912829366。
- 『聖歌合唱曲集 V』日本基督教団出版局、東京、1982年10月。 NCID BN1224453X。OCLC 912829366。
- 『こどもさんびか 2』日本基督教団出版局、東京、1983年12月10日。全国書誌番号:84014081。
- 『こどもさんびか 2』（伴奏用）日本基督教団出版局、東京、1983年12月10日。ISBN 4-8184-3021-8。 NCID BA4646172X。OCLC 1342148360。全国書誌番号:84014082。
- 『大型讃美歌歌詞集』松田二三子（視覚障碍者用）、日本基督教団出版局、東京、1983年12月。 NCID BA51004228。OCLC 704056343。全国書誌番号:87037433。
- 『改訂讃美歌試用版』日本基督教団出版局、東京、1992年12月31日。ISBN 4-8184-3053-6。 NCID BN08617939。OCLC 675555552。全国書誌番号:96091996。
- 『改訂讃美歌試用版』（伴奏者用）日本基督教団出版局、東京、1993年1月20日。ISBN 4-8184-3054-4。 NCID BN08801993。OCLC 675555538。全国書誌番号:96091995。
- 『讃美歌21』日本基督教団出版局、東京、1997年2月20日。ISBN 4-8184-3711-5。 NCID BN16097517。OCLC 674492529。全国書誌番号:98022605。
- 『讃美歌21』（点字・上巻）東京光の家、日野、1997年6月。 NCID BB20598985。
- 『讃美歌21』（点字・下巻）東京光の家、日野、1997年6月。 NCID BB20598985。
- 『みんなで輝く日が来る アイオナ共同体賛美歌集』日本基督教団出版局、東京、1999年7月1日。ISBN 4-8184-0350-4。 NCID BA44655204。OCLC 674895197。全国書誌番号:99124628。
- 『神の時は今満ちて カール・P・ダゥ.Jr.賛美歌集』カール・P・ダゥ.Jr.、日本基督教団出版局、東京、2002年7月4日。ISBN 4-8184-0459-4。 NCID BA58316375。OCLC 675909199。全国書誌番号:20422674。
- 『こどもさんびか改訂版』日本基督教団出版局、東京、2002年12月10日。ISBN 4-8184-3119-2。 NCID BA60538675。OCLC 676522597。全国書誌番号:20383978。
- 『こどもさんびか改訂版』（伴奏用）日本基督教団出版局、東京、2002年12月25日。ISBN 4-8184-3120-6。 NCID BA60538675。OCLC 676604204。全国書誌番号:20362191。
- 『Thuma Mina つかわしてください 世界のさんび』日本基督教団出版局、東京、2003年12月15日。ISBN 4-8184-0527-2。 NCID BA65053480。OCLC 676045675。全国書誌番号:20564087。
- 『讃美歌21合唱曲集 1』飯靖子，高浪晋一，志村拓生、日本基督教団出版局、東京、2004年6月18日。ISBN 4-8184-3066-8。 NCID BA68035044。OCLC 674431660。全国書誌番号:20650683。
- 『讃美歌21合唱曲集 2』飯靖子，高浪晋一，志村拓生、日本基督教団出版局、東京、2004年9月15日。ISBN 4-8184-3067-6。 NCID BA68035044。OCLC 675401204。全国書誌番号:20681287。
- 『讃美歌21合唱曲集 3』飯靖子，高浪晋一，志村拓生、日本基督教団出版局、東京、2004年12月13日。ISBN 4-8184-3068-4。 NCID BA68035044。OCLC 675818378。全国書誌番号:20734868。
- 『こどもさんびか改訂版』（大活字版）日本基督教団出版局、東京、2005年2月1日。ISBN 4-8184-3122-2。
- 『讃美歌21合唱曲集 4』飯靖子，高浪晋一，志村拓生、日本基督教団出版局、東京、2005年3月10日。ISBN 4-8184-3069-2。 NCID BA68035044。OCLC 676568941。全国書誌番号:20772060。
- 『讃美歌21合唱曲集 5』飯靖子，高浪晋一，志村拓生、日本基督教団出版局、東京、2005年6月13日。ISBN 4-8184-3070-6。 NCID BA68035044。OCLC 675754116。全国書誌番号:20848207。
- 『讃美歌21合唱曲集 6』日本基督教団出版局、東京、2005年9月9日。ISBN 4-8184-3071-4。 NCID BA68035044。OCLC 675138884。全国書誌番号:20904001。
- 『讃美歌21合唱曲集 7』日本基督教団出版局、東京、2005年12月9日。ISBN 4-8184-3072-2。 NCID BA68035044。OCLC 676546898。全国書誌番号:20961229。
- 『讃美歌21合唱曲集 8』日本基督教団出版局、東京、2006年3月9日。ISBN 4-8184-3073-0。 NCID BA68035044。OCLC 675782945。全国書誌番号:21004230。
- 『讃美歌21 やさしい伴奏集』高浪晋一, 玉理照子、日本基督教団出版局、東京、2009年6月15日。ISBN 978-4-8184-0705-3。 NCID BA90678174。OCLC 674764795。全国書誌番号:21626246。
- 『Thuma Mina つかわしてください 世界のさんび 2』日本基督教団出版局、東京、2011年6月24日。ISBN 978-4-8184-0786-2。 NCID BA65053480。OCLC 1378811192。全国書誌番号:21956211。

## 脚註

### 註釈
1. ↑  日本基督教団出版局規定
2. ↑  栁澤健太郎「国立国会図書館所蔵讃美歌目録（和書編）」『参考書誌研究』第71号、国立国会図書館、東京、2009年11月30日、86-131頁、doi:10.11501/3051614、ISSN 1884-9997、全国書誌番号:00009542。